# Władysław Menka
Władysław Menka (ur. 18 grudnia 1902 w Berlinie, zm. 25 lipca 1975) – polski bokser.

## Kariera sportowa
Boks uprawiał w  Wielkopolskim Klubie Bokserskim i Warcie Poznań. Startując w kategorii koguciej, dwukrotnie zdobył mistrzostwo Polski (w latach 1924 i 1925).
Pochowany na cmentarzu św. Jana Vianneya w Poznaniu.